# Werauhia pedicellata
Werauhia pedicellata là một loài thuộc chi Werauhia. Đây là loài bản địa của Costa Rica.